# Felipe Kitadai
Felipe Eidji Kitadai, (* 28. července 1989 v São Paulu, Brazílie) je brazilský zápasník – judista japonského původu, bronzový olympijský medailista z roku 2012.

## Sportovní kariéra
S judem začínal v rodném São Paulu v 5 letech pod učitelem Dante Kanayamou. Od 14 let se připravoval v tréninkovém centrum Ibirapuera pod dohledem trenérů Alexandre Garcii a Hatiro Ogawy. Od roku 2010 žije v Porto Alegre, kde je členem profesionálního týmu SOGIPA. Jeho osobním trenérem je Antônio Carlos Pereira zvaný „Kiko“. Jeho osobní technikou je pravé seoi-nage.
V roce 2012 se kvalifikoval jako vítěz panamerických her na olympijské hry v Londýně. V prvním kole vyřadil favorizovaného Mongola Tömörchülega, ale ve čtvrtfinále další překvapení nezopakoval. Po porážce od Uzbeka Rishoda Sobirova spadl do oprav, kde však potvrdil dobrou přípravu a po dvou vítězstvích v prodloužení získal nečekanou bronzovou olympijskou medaili. V roce 2016 startoval na domácích olympijských hrách v Riu, ale nedokázal se popasovat s tlakem. V prvním zápase zachraňoval zápas proti Francouzovi Walide Khyarovi v posledních sekundách technikou soto-makikomi na yuko. V dalším kole již na svého soupeře, Ázerbájdžánce Orchana Safarova nestačil a prohrál na ipon. V opravách neuspěl a obsadil 7. místo.

### Vítězství
- 2010 - 1x světový pohár (Řím)

## Výsledky
| Olympijské hry          | —  |    |     |     | 3. |     |     |    | 7. |  |  |  |  |  |  |  |  |  |  |  |  |
| Mistrovství světa       |    | —  | úč. | úč. |    | úč. | úč. | 5. |    |  |  |  |  |  |  |  |  |  |  |  |  |
| Panamerické hry         |    |    |     | 1.  |    |     |     | 2. |    |  |  |  |  |  |  |  |  |  |  |  |  |
| Panamerické mistrovství | —  | 5. | 2.  | 1.  | 1. | 1.  | 1.  | 1. | 1. |  |  |  |  |  |  |  |  |  |  |  |  |
| MS juniorů              | 5. |    |     |     |    |     |     |    |    |  |  |  |  |  |  |  |  |  |  |  |  |